# Сергеева, Надежда Александровна
Наде́жда Алекса́ндровна Серге́ева (род. 8 июля 1987, Москва) — российская арфистка, преподаватель.

## Биография
В 2013 году с отличием окончила Московскую консерваторию (класс заслуженной артистки России И. П. Пашинской) и была удостоена сертификата «Лучший выпускник года оркестрового факультета».
В 2013-15 гг.  продолжила обучение в асcистентуре Московской консерватории под руководством проректора по научной работе, профессора К.В. Зенкина.  Одновременно преподавала в детской музыкальной школе им. Н. С. Голованова (Москва). 
Участвовала в мастер-классах камерных составов у таких музыкантов, как: Дэвид Воткинс, Винсент Лукас, Сэр Джеймс Гэлвей, Патрик Галлуа. 
C 2015 по 2017 годы Надежда Сергеева была руководителем педагогической практики студентов класса арфы МГК им. П.И. Чайковского.
С 2016 года преподает в  ДМШ им. С.И. Танеева в Москве. Её ученики (6-16 лет) - обладатели первых премий и гран-при международных конкурсов в Италии, Швеции, Испании, Венгрии, Чехии и  России, участники программ и международных фестивалей под руководством Владимира Спивакова. Надежда Сергеева автор статей по педагогике. В 2016 году Московская консерватория издала ее авторский сборник «Двойные ноты для арфы». 
В 2015 участвовала в организации детского музыкального фестиваля «Праздник арфы» в Италии, в рамках которого дала несколько мастер-классов. 
С 2017 года - основатель, организатор и художественный руководитель открытого арфового фестиваля «City Starlights» и ежегодного международного арфового фестиваля «Две столицы» (Москва - Санкт-Петербург; Москва - Рим)
С 2018 года является руководителем авторской музыкальной программы «Арфа+» Международного детского центра «Артек». Впервые в истории лагеря лучшие юные арфисты со всей страны и из-за рубежа имеют возможность совершенствовать свое мастерство под руководством опытного и признанного наставника.    
С 2019 - руководитель концертных программ в Государственном Историческом музее.
В камерной музыке партнерами Надежды Сергеевой выступают итальянские флейтисты Маурицио Биньярдели и Энрико Сартори, российские скрипачи Надежда Остапенко и Давид Ардуханян, органистка Олеся Кравченко.
Автор статей по педагогике, а также пособия «Упражнения на двойные ноты для арфы. Выпуск 1. Терции», изданный Московской консерваторией в 2016 году .

### Семья
Отец — онколог, доктор медицинских наук, профессор; мать — искусствовед, эксперт МВД СССР, России. 
Замужем, воспитывает сына.

## Творчество
Надежда Сергеева – современная российская арфистка, известность которой принесли записи на Радио Ватикана и 1-я Премия на Международном Конкурсе в Карнеги-холл в Нью-Йорке в 2015 году. Ее педагогом была заслуженная артистка России, профессор, солистка оркестра Большого театра Ирина Пашинская (1948-2017), ученица и наследница великой арфистки 20-го века Веры Дуловой.
Репертуар Надежды включает в себя работы более шестидесяти композиторов: Глинки, Ипполитова-Иванова, Чайковского, Рахманинова, Глазунова, Глиэра, Прокофьева, Шапошникова, Баха, Генделя, Скарлатти, Диттерсдорфа, Моцарта, Томаса, Буальдье, Шпора, Дуссека, Боккерини, Оффенбаха, Доницетти, Крумпхольца, Паганини, Берлиоза, Чиарди, Обертюра, Рейнеке, Замары, Сметаны, Сен-Санса, Цабеля, Доплера, Форе, Поссе, Альбениса, Гранадоса, Малера, Дебюсси, Равеля, Хилса, Бакса, Турнье, Краса, Ренье, Пьерне, Тойя, Ибера, Бадингза, Роты, Франка, Пинто, Грига, Бланко, Хоберга, Дюбуа, Дамаза, Раббони, Буэндия, Тедески, Андре, Коннессона, Венявского, Гранжани, Боккерини, Дальера, Пьяццоллы, Воммаса. 
Надежда Сергеева исполняет как традиционные, так и малоизвестные сочинения, а также необычные для арфы произведения (джаз, танго и др.). В России и Европе даёт сольные концерты и выступает в ансамбле (с флейтистами Маурицио Биньярделли, Энрико Сатори, Андреем Санниковым, скрипачами Надеждой Антиповой и Давидом Ардуханяном).
С 2013 Надежда гастролирует с различными программами в Риме, Ватикане, Турине, Милане, Мессине, Мадриде, Толедо, Монтевидео, Лондоне, Париже, Нью-Йорке и городах России.
Студия Discoteca di Stato (Рим) записала исполнение Надеждой Сергеевой произведений Глинки, Глиэра, Крумпхольца, Чиарди и Дамаза, которые включены в музыкальные программы Радио Ватикана.

### Дискография
Свой первый диск «Sonatas» Надежда Сергеева записала совместно с итальянским флейтистом Энрике Сартори в Турине (Италия) в 2014 году. Их дуэт стал лауреатом (2-я Премия) в международном конкурсе Concorso Internazionale Suoni d’Arpa (Монца, Италия, 2014). 
Надежда сотрудничает с римской студией Discoteca di Stato и Радио Ватикана, которые осуществили записи Глинки, Глиэра, Коннессона в ее сольном исполнении и Крумпхольца, Чиарди, Допплера-Замарры, Форе и Дамаза в дуэте c Маурицио Биньярделли.
В 2015 году Московская консерватория осуществила запись сольного концерта Надежды Сергеевой в Рахманиновском зале и выпустила диск «Из коллекции московской консерватории».
В 2015 году записан альбом с российской скрипачкой Надеждой Остапенко. В рамках проекта «Оркестр Большого театра в лицах» дуэт ежегодно участвует в  концерте солистов оркестра  на сцене Бетховенского зала главного театра страны, здесь же дуэт выступает с собственными программами, исполняя оригинальные произведения и различные переложения.
В 2018 году Московская консерватория записала в Малом зале концерт Олеси Кравченко (орган) и Надежды Сергеевой и выпустила диск «Из коллекции московской консерватории».
| год  | Название / лейбл                                                                          | Исполнители                                                 | Произведения |
| ---- | ----------------------------------------------------------------------------------------- | ----------------------------------------------------------- | --- |
| 2014 | Sonatas / PuntoRec Studios (Турин, Италия)                                                | Энрико Сартори, Надежда Сергеева                            | Л.Шпор, Соната c-moll, WoO 23; Ж.-М.Дамаз, Соната для флейты и арфы № 1; Н.Рота, Соната для флейты и арфы |
| 2015 | Sonatas / CD Baby                                                                         | Энрико Сартори, Надежда Сергеева                            | Л.Шпор, Соната c-moll, WoO 23; Ж.-М.Дамаз, Соната для флейты и арфы № 1; Н.Рота, Соната для флейты и арфы |
| 2015 | From the collection of the Moscow conservatory / Moscow conservatory records; SMC CD 0176 | Надежда Сергеева, Надежда Остапенко, Энрико Сартори         | М.Глинка, Вариации Es-dur на тему Моцарта для арфы соло; Л.Шпор, Концертная соната для скрипки и арфы c-moll, WoO 23; Р.Глиэр, Экспромт для арфы; Г.Форе, Après un rêve для скрипки и арфы; Ф.Допплер — А.Замара, Фантазия «Касильда» для флейты и арфы; Ж.-М.Дамаз, из сонаты для флейты и арфы № 1; К.Дебюсси, Syrinx для флейты; Г.Коннессон, Токката для арфы; Ж.Ибер, Две интерлюдии для флейты, скрипки и арфы |
| 2016 | Comitato Culturale Emanuele Krakamp Musik / Recital Flauto e Arpa                         | Надежда Сергеева, Маурицио Биньярделли, Аннамария Паломбини | Gaetano Donizetti — Sonata Gabriel Faure — Sicilienne op.78 Leonardo Vinci — Sonata Nino Rota — Sonata Johann Baptist Krumpholtz — «Romanza» dalla Sonata op.8 Gabriel Faure — Apres un reve Franz Doppler — Fantasia su motivi dell’opera «Casilda» Cesare Ciardi — «Tarantella» dalla Fantasia op.122 «Il Prefferaro» George Bizet — Entr’acte da «Carmen» George Bizet — Entr’acte da «Carmen» (seconda versione) |
| 2018 | From the collection of the Moscow conservatory / Moscow conservatory records; SMC CD 0239 | Надежда Сергеева, Олеся Кравченко                           | Johann Sebastian Bach — Chorale “Jesus, bleibet meine Freude” , BWV 147 Marcel Tournier — Four Preludes for harp, op.16 Jesús Guridi — Triptych of the Good Shepherd for Organ solo Isaac Albéniz — From Suite Española, op.47: Granada – Serenata Cuba – Capricho César Franck — Prélude, Fugue et Variation in B minor, op. 18 Ad Wammes — "Twilight" for Harp and Organ John Thomas & Julius Benedict — Duet for Harp and Piano on subjects from Gounod's “Faust” Jacques Offenbach — Barcarolle from the opera "Les contes d’Hoffmann" |

### Премии и номинации
- 2008, Всероссийский фестиваль-конкурс арфистов (Москва, Россия) — диплом 1-й степени
- 2013, международный фестиваль-конкурс «Ночь в Мадриде» (Concurso- y Festival Internacional de Musicos «Noche en Madrid»; Мадрид-Толедо, Испания):
  - 2-я премия в номинации «соло-арфа»
  - почётный дипломант в области камерной музыки (арфа и флейта)
- 2013, международный конкурс «The music of Europe. Featuring the Paolo Serrao Special Award Competition» (Филадельфия, Италия):
  - Гран-при
  - специальная премия от президента (Premio Speciale Paolo Serrao)[11]
  - 2-я премия в номинации «камерная музыка» (арфа и флейта)
- 2014, VI Concorso Internazionale di Esecuzione Musicale «Giovani Musicisti» (Academia Musicale Treviso, Италия):
  - 1-я премия в номинации «соло-арфа»
  - 3-я премия в номинации «камерная музыка» (арфа и флейта)
- 2014, Concorso Internazionale «Suoni d’Arpa» (Монца, Италия) — 2-я премия в номинации «камерная музыка» (арфа и флейта)
- 2015, Forte International Music Competition (Карнеги-холл, Нью-Йорк, США) — 1-я премия, золотая медаль и премия «Самая артистичная участница конкурса»[12]
- 2015, международный конкурс «The music of Europe. Featuring the Paolo Serrao Special Award Competition» (Филадельфия, Италия) — 1-я премия в номинации камерная музыка (арфа и скрипка)[13]
- 2015, конкурс профессионального мастерства «Московские мастера» (Москва, Россия) — финалист в номинации «Лучший преподаватель детской школы искусств»[14]. Юные ученики Надежды Сергеевой (возраст 6-16 лет) — обладатели первых премий и гран-при международных конкурсов в Италии, Швеции, Испании, Венгрии, Чехии и  России, участники программ и международных фестивалей под руководством Владимира Спивакова.

## Награды
- премия Правительства Москвы и звание «лучший молодой специалист в сфере культуры» (2014) — за преподавательскую деятельность и продвижение юных музыкальных талантов столицы за рубежом.